# Gary Borrowdale
Gareth Ian Borrowdale (Londra, 16 luglio 1985) è un ex calciatore inglese, di ruolo difensore.

## Carriera
Ha giocato 6 partite in FA Premier League con la maglia del Crystal Palace nella stagione 2004-2005.